# Ischnura aralensis
Ischnura aralensis – gatunek ważki z rodziny łątkowatych (Coenagrionidae). Występuje w Kazachstanie i południowym Uralu (południowa Rosja); prawdopodobnie wymarł w Uzbekistanie, gdzie występował głównie w rejonie Jeziora Aralskiego.